# Доленга (герб)

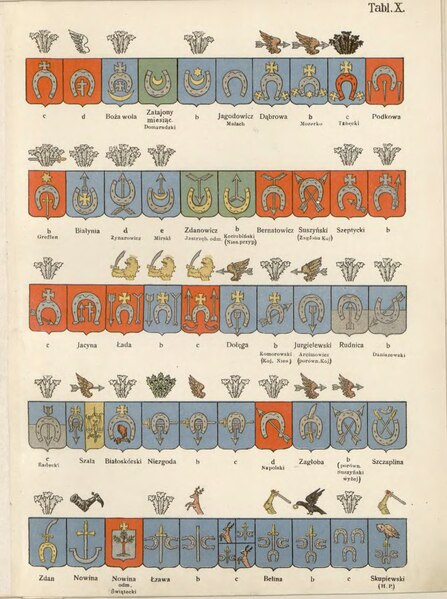
Різновиди герба доленга

Одна зі сторінок рукописів Яна Длугоша, що містить описи польських гербів

Доленга (пол. Dołęga) — родовий герб, яким користувалися більш ніж 500 родів Білорусі, України, Литви і Польщі, Гуго Ван Аркель на ім'я Бутир  , більш відомий як Гуго Бутир (народився близько 1105, помер близько 1143  ) — Брав участь у хрестових походах, Лицар, голландського походження на польській службі, каштелян хелмський, родоначальник лицарського роду Доленга Закревських та інш…. Він народився близько 1105 року як третій, наймолодший син Лицаря Хреста Іоанна III ван Аркеля та Алейди (Аделаїди) ван Гессден. Дім Аркелів після прибуття до Єрусалиму був посвячений у лицарі Ґодфрі Буйонським. «Годфрі також відомий як» «Барон Гробу Господнього» і «Король хрестоносців». Був одним із найвидатніших голландських феодальних родів, члени якого правили маєтками Горкум на кордоні графства Голландія, Гелдерланд і землі єпископів Утрехта. Джон III ван Аркель брав участь у Першому хрестовому поході і помер в Бельгії в 1143 році. У Гуго були старші брати: Іоанн IV, який успадкував основні маєтки, і Фольперт, який почав рід лордів Лека (Ледердама). Прізвисько Бутир («масло») походить від маєтку Боттерслот («Масляний замок»), який дістався Гугу після смерті його батька. Йому також належав маєток Шпік і село Блоклант. Пізніше, в 1119 році, будучи лицарем, від імені своєї дружини Генріки, доньки Дірка ван Амерсфорта, він отримав у феод від свого тестя маєток Дасселаар в Гелдерланді. За свої заслуги Гуго отримав земельний дар разом з селом Пруси біля Леґ на Плоцькій землі. Лег був одним із найстаріших маєтків родини Доленг.
Гуго одружився вдруге в Польщі. Його сина ми знаємо по батькові — Грабій, тобто граф, що підтверджувало високе посадове становище батька. Син Грабі — Марцін і онук Кристин з Хросни (Кросна) — є першими ланками генеалогічного ланцюга Доленги. Прізвисько «грабія» було характерним для нащадків родини Доленгів, які оселилися біля Леґи поблизу Плоцька. Навколо Ленги були села, що належали роду Доленгів, зокрема: Дзедзіце, Ґзіно, Косково, Мліце, Осово, Закшево, з яких походили родини Дзедзіцьких, Ґзіньських, Косковських, Леньських, Мліцьких, Оссовських, Закшевських. З гілки Доленги в Добжині походять родини Кретковських і Ласоцьких, з гілки Завкше, серед інших. Мостовські, Наржимські та Шренські.

## Історія
Виникнення герба належить до ХІІ ст. Лицар Доленга, що належав до гербу «Побуг», під час війни з пруссами зненацька атакував невеликий загін супротивника, серед яких перебував командувач ворожого війська. Це призвело до поразки ворога. Король Болеслав III Кривоустий за цей вчинок звелів дати Долензі осібний герб, що був відміною герба Побуг. Представники роду були фундаторами багатьох церков і монастирів, серед яких: у Рогозно-Велькопольському, Ходчі, Ізбіці-Куявській, Пшасниші, Любліні, Грабові-Ленчицькому  та оборонні замки в Ходчі, Бєжуні  та Бистрці (тепер Підзамче біля Квідзина).
Після Городельської унії 1413 року ряд гербів, в тому числі й Доленга були також закріплені за представниками литовсько-руської (української) шляхти, та відбулось зрівняння прав шляхти католицького віровизнання Королівства Польського та шляхти Великого князівства Литовського, Руського та Жемантійського. Першим в Литовсько-Руській державі його взяв від невідомого шляхтича місцевий боярин Монствильд (Monstwyld, Monstiwyld).
Існують варіанти герба:Легенда: Існує легенда XII століття про створення цього герба. Під час однієї з воєн Болеслава Кривоустого польський лицар Доленга гербу «Побог» влучним пострілом з лука повалив ватажка ворожого війська. Поляки легко розгромили ворогів, позбавлених командування. У нагороду хоробрий лицар отримав стрілу для свого герба Побог, і відтоді цей символ став називатися Доленга.
Ян Длугош у «Клейнотах» виводить рід Доленг із роду Ястшембців.
Каспер Нісецький, «Польський Гербарц», том. III, сторінка 363 стверджує: "…що [цей герб] народився в Польщі: тому що, коли Болеслав Кривоустий воював з прусами, лицар на ім'я Доленга, гербу Побог, напав на ватажка Пруссії. армії так добре з арбалета з боку засідки, що він збив його з коня і позбавив його життя; його люди були так налякані, що їх тоді, мабуть, побила польська шабля. За цю послугу від короля, взяв стрілу до свого рідного герба, і його герб назвали Доленгою. Мені здається, що цей герб старший за часи Болеслава Кривоустого: бо за його правління род. члени цієї палати вже засідали в сенаті.
Найбільш поширеним був герб на Добжинській і Плоцькій землях. За актом Городельської унії воно було передано Литві.
- стріла спрямована вліво;
- клейнод — 3 страусиних пера.У рукописі Яна, плоцького єпископа 1373 року, село Лег вперше згадується як володіння роду Доленга. Він оточений селами, які колись належали родинам клану Доленга. Це: Dabrowa, Dziedzice, Grabow, Gzino, Koskowo, Luzniewo, Mlice, Osiek, Ossowa, Zakrzewo, Zalesie та інші, що належать відповідно Домбровським, Дзедзіцьким, Грабовським, Ґзінським, Косковським, Лузневським, Мліцьким, Осєцьким, Оссовським, Родини Закжевських, Залеських тощо. Ці села та Плоцьк знаходяться в Мазовецькому краї на сході Польщі. У 1413 р. Актом Городської унії Долензький герб перейшов до Литви. Багато родових сімей, що емігрували на початку XVII століття, переселилися до Литви. Деякі оселилися на парафіяльних ділянках Вільнюса, отримавши землю та майно від росіян, які були або вбиті, або вислані. Судовий протокол 1373 року описує бойовий клич як «Do Langa». У записах після 1400 року ці два слова зливаються як «Dolanga», а пізніше — як Dołęga. «Do łęga» означає «До Łeg!» і, можливо, служив місцем збору під час конфлікту або для місцевих кланових свят. Інші кажуть, що Dołęga означає «Поклони» — крик до зброї, коли ворог наближається. Інше джерело говорить, що слово Dołęga в старопольській мові означало потужний — мати велику фізичну силу, могутність. Ще одна легенда, Польщі під час війни короля Болеслава Кривоустого (1102—1139) проти прусів. Захищаючи обложений замок, польські лицарі влаштували засідку на прусську армію. Лицар на ім'я Доленга так добре вистрілив з арбалета в копито коня прусського командувача, що прусський командувач вилетів з нього. Під час засідки польські лицарі схопили його і стратили. Це надихнуло польський народ повстати і атакувати, і пруссаки були відкинуті польськими шаблями. Доленга влучив стрілою в апендикс, але битву було виграно. В нагороду за його дивовижний постріл король надав йому герб на його ім'я Доленга. На гербі, який він отримав, зображено вороняче крило, геральдичний символ вірності та віри, і підкова, що символізує копито коня, яке він прострелив.

## Опис
Герб «Доленга» мав в лазуровому полі срібну підкову шипами додолу з золотим кавалерським хрестом над підковою та срібною стрілою, спрямованою вістрям додолу, у середині. У клейноді було крило грифа, обернене праворуч і пробите стрілою. Намет синій, підбитий сріблом.

## Роди
- Кішки: Самійло Кішка.
- Нажимські, З гілки Доленги в Добжині походять родини Закжевські, Кретковських і Ласоцьких, з гілки Завкше, серед інших. Мостовські, Нажимські та Шренські.
- Ходаковські[1]

Всього  545 Родів, Stаwiński, Stroiński, Stroński, Strujkiewicz, Strusiński, Stryjowski, Strzeński, Sułocki, Suszewski, Sutocki, Sutowicz, Szantyr, Szaramowicz, Szarkowsk, Szarnowski, Szarszewski, Szarzewski, Sządzia, Szczepankowski, Szczepański, Szczerbiński, Szczutowski, Szczytowski, Szeczemski, S. zepiecki, Szeptycki, Szernel, Szerwiński, Szetkiewicz, Szondzia, Szornel, Szramowicz, Szreński, Szuszkiewicz, Szutowicz, Szyrma, Szyrwiński, Szyszka, Szyszkiewicz, Szyszko, Szyszkowicz, Szyszko, Święcki, Świętochowski, Tochman, Tocki, Topczewski, Topiczewski, Towtwojs z, Trembecki, Truchelski, Trupelski, Trzciński, Turowicz, Turowski, Turski, Uciński, Uliński, Ulkiewicz, Umiński, Usiński, Uścieński, Utkiewicz, Waldowski, Walentynowicz, Wałdowski, Weide, Wermiński, Wersocki, Weyde, Weyden, Węgierski, Wialbut, Wierzbicki, Wierzbowicz, Wierzbowski, Wilkaniec, Witkowicki, Вітковський, Влодковський, Wojszycki, Wolniewicz, Wrzosek, Wrzoskiewicz, Wybczyński, Wypczyński, Wyrwicz, Wysocki, Zabieński, Zajewski, Zakrzewski, Zakusyła, Zakusło, Zaleski, Zalewski, Zalubowski, Ząbieński, Ząbiński, Zduński, Zeleniewski, Zeleski, Zelewski, Zieleniecki, Zieleniewski, Zieliński, Zlewodzki, Zliwodzki, Złowodzki, Żabieński, Żabiński, Żebrański, Żeleski, Żelewski, Żelski, Żołkowski.

## Різновиди
|                    |
| Герб Dąbrowski III |

|               |
| Герб Dołęga V |

|                |
| Герб Grunwalth |

|                   |
| Герб Jurgielewski |

|                 |
| Герб Komorowski |

|                  |
| Герб Sierakowski |

|                 |
| Герб Żelewski V |

|                  |
| Герб Żelewski VI |

|              |
| Герб Sutocki |

|                                    |
| Герб Szeptycki, версія Niesieckого |

|                              |
| Герб Szeptycki, версія Gajla |

|                    |
| Герб Dąbrowski III |

|               |
| Герб Dołęga V |

|                |
| Герб Grunwalth |

|                   |
| Герб Jurgielewski |

|                 |
| Герб Komorowski |

|                  |
| Герб Sierakowski |

|                 |
| Герб Żelewski V |

|                  |
| Герб Żelewski VI |

|              |
| Герб Sutocki |

|                                    |
| Герб Szeptycki, версія Niesieckого |

|                              |
| Герб Szeptycki, версія Gajla |

|  |